# Transformers (Filmreihe)

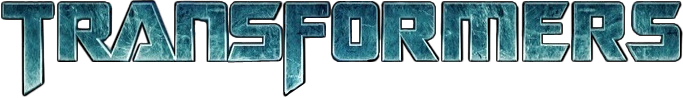
Logo der Filmreihe

Bei der Transformers-Filmreihe handelt es sich um eine bislang achtteilige Science-Fiction-Actionfilmreihe, die 2007 mit Transformers begann. Die Filme werden von Paramount Pictures vertrieben.

## Überblick
| Lfd. Nr. | Veröffentlichung (Deutschland) | Film                               | Regie            | Drehbuch                                                            | Produktion                                                                                     |
| -------- | ------------------------------ | ---------------------------------- | ---------------- | ------------------------------------------------------------------- | ---------------------------------------------------------------------------------------------- |
| 01       | 4. Juli 2007                   | Transformers                       | Michael Bay      | Roberto Orci, Alex Kurtzman                                         | Ian Bryce, Tom DeSanto, Lorenzo di Bonaventura, Don Murphy                                     |
| 02       | 24. Juni 2009                  | Transformers – Die Rache           | Michael Bay      | Ehren Kruger, Roberto Orci, Alex Kurtzman                           | Ian Bryce, Tom DeSanto, Lorenzo di Bonaventura, Don Murphy                                     |
| 03       | 29. Juni 2011                  | Transformers 3                     | Michael Bay      | Ehren Kruger                                                        | Ian Bryce, Tom DeSanto, Lorenzo di Bonaventura, Don Murphy                                     |
| 04       | 17. Juli 2014                  | Transformers: Ära des Untergangs   | Michael Bay      | Ehren Kruger                                                        | Ian Bryce, Tom DeSanto, Lorenzo di Bonaventura, Don Murphy                                     |
| 05       | 22. Juni 2017                  | Transformers: The Last Knight      | Michael Bay      | Matt Holloway, Art Marcum, Ken Nolan                                | Ian Bryce, Tom DeSanto, Lorenzo di Bonaventura, Don Murphy                                     |
| Prequels |                                |                                    |                  |                                                                     |                                                                                                |
| 06       | 20. Dez. 2018                  | Bumblebee                          | Travis Knight    | Christina Hodson                                                    | Michael Bay, Tom DeSanto, Lorenzo di Bonaventura, Don Murphy, Mark Vahradian                   |
| 07       | 8. Juni 2023                   | Transformers: Aufstieg der Bestien | Steven Caple Jr. | Darnell Metayer, Erich Hoeber, Jon Hoeber, Josh Peters, Joby Harold | Michael Bay, Tom DeSanto, Lorenzo di Bonaventura, Duncan Henderson, Don Murphy, Mark Vahradian |
| 08       | 20. Okt. 2024                  | Transformers One                   | Josh Cooley      | Andrew Barrer, Gabriel Ferrari, Eric Pearson                        | Michael Bay, Aaron Dem, Tom DeSanto, Lorenzo di Bonaventura, Don Murphy, Mark Vahradian        |

## Handlungen

### Transformers
Auf dem Planeten Cybertron leben intelligente Maschinenwesen, genannt Transformers. Optimus Prime und Megatron regierten einst den Planeten, doch im Geheimen plante Megatron mithilfe seiner Gefolgsleute, den Decepticons, die Herrschaft über das gesamten Universums. Als die Autobots dies herausfanden begann ein Bürgerkrieg zwischen den beiden. Megatron sah es auf den Allspark, einen mächtigen Würfel ab. Die Autobots schossen ihn ins All. Tausende Jahre später wurde Megatron von Archibald Witwicky auf einer Arktisexpedition gefunden. Versehentlich aktiviert er Megatrons Navigationssystem, worauf die Koordinaten des Allsparks in Witwickys Brille eingraviert werden. Dies finden die Decepticons heraus und greifen Sam Witwicky an, doch Bumblebee kann den Angriff stoppen. Er bringt ihn und seine Freundin Mikaela zu Optimus Prime und anderen Autobots. Optimus erklärt Sam die Situation, worauf er ihm die Brille aushändigt. Die Geheimorganisation Sector Seven, die auch Megatron und den Allspark besitzt, nimmt Bumblebee und einige Menschen gefangen. Der Decepticon Frenzy dringt in das Hauptquartier der Organisation ein, um Megatron zu befreien und andere Decepticons zu rufen. Schließlich kommt es in Mission City zum Kampf zwischen den Decepticons, Autobots und der US-Armee. Am Ende des Kampfes schafft Sam es den Allspark zu zerstören, indem er diesen in die Brust Megatrons drückt und diesen tötet. Einen zurückgebliebenen Splitter des Allsparks nimmt Optimus an sich. Die Autobots entscheiden weiterhin auf der Erde zu bleiben. Die Leichen der Decepticons werden im Laurentischen Graben versenkt.

## Zukunft

### Unbetitelter Angel-Manuel-Soto-Film
Im März 2021 ging ein weiterer Film unter der Regie von Angel Manuel Soto in die Entwicklung, das Drehbuch schrieb Marco Ramirez. Die Handlung ist unabhängig von den bereits veröffentlichten Filmen, während Lorenzo di Bonaventura, Don Murphy und Tom DeSanto weiterhin als Produzenten involviert sind.

### Aufstieg-der-Bestien-Fortsetzungen
Im Februar 2022 gab Paramount auf dem ViacomCBS-Investoren-Event bekannt, dass Aufstieg der Bestien der erste Teil einer neuen Filmtrilogie sein wird. Die erste Fortsetzung wird gleichzeitig ein Crossover mit G.I. Joe.

### Transformers-One-Fortsetzungen
Im April 2023 gab di Bonaventura bekannt, dass Gespräche darüber geführt werden, dass Transformers One eine Trilogie werden soll. Bis Juni gab er an, dass die Geschichte auf drei Filme verteilt sei, und detailliert die Entwicklung der Charaktere bis zu ihrer Darstellung in der Realfilmreihe beschreibe.

### Crossover
Bereits im März 2013 kündigte Lorenzo di Bonaventura an, dass ein Crossover mit der G.I. Joe-Filmreihe geplant ist. Am 26. Juli 2013 bekundete, G.I.-Joe-2-Regisseur, Jon M. Chu sein Interesse an einem G.I. Joe/Transformers-Crossover Regie zu führen. Obwohl di Bonaventura erklärte, dass ein Crossover nicht in den unmittelbaren Plänen der Franchises sei, räumte er ein, dass es immer noch möglich sei.
Im März 2015 beauftragte Paramount den Drehbuchautor Akiva Goldsman mit der Leitung und Zusammenstellung eines Autorenteams, das Ideen für zukünftige Filme vorlegen sollte, mit der Absicht, das Franchise zu einem Kinouniversum zu erweitern. Zwölf einzelne Geschichten wurden für das Kinouniversum geschrieben und gepitcht. Goldsman wurde damit beauftragt, eine mehrteilige Fortsetzungsgeschichte sowie Prequels und Spin-off-Filme zu entwickeln. Ein „Brain-Trust“ wurde beauftragt, die Produktion dieser Geschichten zu leiten, darunter Goldsman, Michael Bay und die Produzenten Steven Spielberg und Lorenzo di Bonaventura. Zu dem engagierten Autorenteam gehörten: Robert Kirkman, Art Marcum, Matt Holloway, Zak Penn, Jeff Pinkner, Andrew Barrer, Gabriel Ferrari, Christina Hodson, Lindsey Beer, Ken Nolan, Geneva Robertson-Dworet und Steven S. DeKnight. Goldsman beschrieb den Kollaborationsprozess im Writers’ Room als einen Weg, Geschichten zu entwerfen, die von den Projekten weiterentwickelt werden können, die vom Brain Trust Greenlight erhalten haben; Darin hieß es: „... wenn einer der Autoren eine Affinität zu [einer bestimmten Geschichte] entdeckt, kann er Behandlungen vorantreiben, die im gesamten Raum konkretisiert wurden.“ Im August 2017 verließ der Filmemacher das Franchise offiziell, nachdem The Last Knight, an dem Goldsman mitgeschrieben hatte, schlecht aufgenommen wurde. Im Juli 2021 bekundeten Produzent di Bonaventura und Schauspieler Henry Golding Interesse an der Entwicklung eines Crossover-Films.
Mit Transformers: Aufstieg der Bestien begannen die beiden Franchises Kontinuität zu teilen. Der Produzent di Bonaventura gab an, dass in zukünftigen Filmen Schauspieler aus den G.I. Joe- Filmen und die Maximals ihre Rollen wiederholen werden. In einem Interview mit Entertainment Weekly verriet Steven Caple Jr., dass er mitten in der Entwicklungsphase der Fortsetzung von Aufstieg der Bestien stecke und dass der Film einige G.I. Joe-Charaktere zeigen werde. Auf der CinemaCon 2024 wurde das Crossover offiziell von Paramount bestätigt und soll im Jahr 2025 oder 2026 erscheinen.

## Wiederkehrende Charaktere
| Rolle                 | Film            | Film            | Film            | Film               | Film            | Film              | Film                 | Film               | Synchronisation                                  |
| Rolle                 | Transformers    | Die Rache       | Transformers 3  | Ära des Untergangs | The Last Knight | Bumblebee         | Aufstieg der Bestien | Transformers One   | Synchronisation                                  |
| Transformers          | Transformers    | Transformers    | Transformers    | Transformers       | Transformers    | Transformers      | Transformers         | Transformers       | Transformers                                     |
| Autobots              | Autobots        | Autobots        | Autobots        | Autobots           | Autobots        | Autobots          | Autobots             | Autobots           | Autobots                                         |
| --------------------- | --------------- | --------------- | --------------- | ------------------ | --------------- | ----------------- | -------------------- | ------------------ | ------------------------------------------------ |
| Optimus Prime         | Peter Cullen    | Peter Cullen    | Peter Cullen    | Peter Cullen       | Peter Cullen    | Peter Cullen      | Peter Cullen         | Chris Hemsworth    | Reiner Schöne                                    |
| Bumblebee             | Mark Ryan       | Radiotöne       | Radiotöne       | Radiotöne          | Erik Aadahl     | Dylan O’Brien     | Radiotöne            | Keegan-Michael Key | Helmut Gauß Boris Tessmann 2, 3                  |
| Ironhide              | Jess Harnell    | Jess Harnell    | Jess Harnell    | Archiv             | Archiv          | Stumm             |                      |                    | Oliver Siebeck                                   |
| Ratchet               | Robert Foxworth | Robert Foxworth | Robert Foxworth | Robert Foxworth    |                 | Dennis Singletary |                      |                    | Jan Spitzer                                      |
| Sideswipe             |                 | André Sogliuzzo | James Remar     |                    |                 |                   |                      |                    | André Beyer                                      |
| Skids                 |                 | Tom Kenny       | Cameo           |                    |                 |                   |                      |                    | Michael Pan                                      |
| Mudflap               |                 | Reno Wilson     | Cameo           |                    |                 |                   |                      |                    | Gerald Schaale                                   |
| Wheelie               |                 | Tom Kenny       | Tom Kenny       |                    | Tom Kenny       |                   |                      |                    | Rainer Fritzsche                                 |
| Arcee                 |                 | Grey Griffin    | Grey Griffin    | Archiv             |                 |                   | Liza Koshy           | Jinny Chung        | Martina Treger Unbekannt 3 Sophia Flörsch 4      |
| Chromia               |                 | Grey Griffin    | Grey Griffin    |                    |                 |                   |                      | Jinny Chung        | Martina Treger                                   |
| Elita-One             |                 | Grey Griffin    | Grey Griffin    |                    |                 |                   |                      | Scarlett Johansson | Martina Treger                                   |
| Wheeljack / Que       |                 |                 | George Coe      | Archiv             |                 | Steve Blum        | Cristo Fernández     |                    | Eberhard Prüter Unbekannt 3 Karim El Kammouchi 4 |
| Sentinel Prime        |                 |                 | Leonard Nimoy   | Kopf               |                 |                   |                      | Jon Hamm           | Uli Krohm                                        |
| Topspin               |                 |                 | Stumm           |                    | Steven Barr     |                   |                      |                    | Unbekannt                                        |
| Brains                |                 |                 | Reno Wilson     | Reno Wilson        |                 |                   |                      |                    | Tilo Schmitz                                     |
| Hound                 |                 |                 |                 | John Goodman       | John Goodman    |                   |                      |                    | Klaus Sonnenschein Hartmut Neugebauer 2          |
| Crosshairs            |                 |                 |                 | John DiMaggio      | John DiMaggio   |                   |                      |                    | Marco Kröger                                     |
| Drift                 |                 |                 |                 | Ken Watanabe       | Ken Watanabe    |                   |                      |                    | Fang Yu                                          |
| Decepticons           |                 |                 |                 |                    |                 |                   |                      |                    |                                                  |
| Megatron Galvatron    | Hugo Weaving    | Hugo Weaving    | Hugo Weaving    | Frank Welker       | Frank Welker    |                   |                      | Brian Tyree Henry  | Hans-Jürgen Wolf Milton Welsh 1                  |
| Starscream            | Charlie Adler   | Charlie Adler   | Charlie Adler   | Archiv             | Archiv          | Stumm             |                      | Steve Buscemi      | Axel Lutter                                      |
| Barricade             | Jess Harnell    |                 | Frank Welker    | Archiv             | Jess Harnell    |                   |                      |                    | Oliver Siebeck                                   |
| Ravage                |                 | Frank Welker    |                 |                    |                 | Stumm             |                      |                    | Unbekannt                                        |
| Soundwave             |                 | Frank Welker    | Frank Welker    |                    |                 | Jon Bailey        |                      | Jon Bailey         | Horst Lampe                                      |
| Weitere               |                 |                 |                 |                    |                 |                   |                      |                    |                                                  |
| Unicron               |                 |                 |                 |                    | Stumm           |                   | Colman Domingo       |                    | Torsten Michaelis                                |
| Menschen              |                 |                 |                 |                    |                 |                   |                      |                    |                                                  |
| Samuel „Sam“ Witwicky | Shia LaBeouf    | Shia LaBeouf    | Shia LaBeouf    |                    | Foto            |                   |                      |                    | David Turba                                      |
| Seymour Simmons       | John Turturro   | John Turturro   | John Turturro   |                    | John Turturro   | Nick Pilla        |                      |                    | Stefan Fredrich Jonas Frenz 3                    |
| General Morshower     |                 | Glenn Morshower | Glenn Morshower |                    | Glenn Morshower |                   |                      |                    | Kaspar Eichel                                    |
| William Lennox        | Josh Duhamel    | Josh Duhamel    | Josh Duhamel    |                    | Josh Duhamel    |                   |                      |                    | Dennis Schmidt-Foß                               |
| Robert Epps           | Tyrese Gibson   | Tyrese Gibson   | Tyrese Gibson   |                    |                 |                   |                      |                    | Tobias Kluckert                                  |
| Ron Witwicky          | Kevin Dunn      | Kevin Dunn      | Kevin Dunn      |                    |                 |                   |                      |                    | Frank-Otto Schenk                                |
| Judy Witwicky         | Julie White     | Julie White     | Julie White     |                    |                 |                   |                      |                    | Katharina Koschny                                |
| Mikaela Banes         | Megan Fox       | Megan Fox       |                 |                    |                 |                   |                      |                    | Luise Helm                                       |
| Cade Yeager           |                 |                 |                 | Mark Wahlberg      | Mark Wahlberg   |                   |                      |                    | Oliver Mink                                      |
| Joshua Joyce          |                 |                 |                 | Stanley Tucci      | Stanley Tucci   |                   |                      |                    | Lutz Mackensy                                    |

## Rezeption

### Einspielergebnisse und Zuschauerzahlen
Die Transformers-Filmreihe ist eine der erfolgreichsten Filmreihen weltweit und befindet sich mit einem Einspielergebnis von über 5,27 Milliarden US-Dollar auf Platz 11. Auch in Deutschland waren die Filme bisher sehr erfolgreich und spielten insgesamt knapp 140 Millionen ein, damit ist sie die siebzehnt-erfolgreichste Filmreihe in Deutschland, sowie die erfolgreichste Filmreihe mit Außerirdischen im Mittelpunkt.
| Film                               | Einspielergebnisse in US-Dollar | Einspielergebnisse in US-Dollar | Einspielergebnisse in US-Dollar | Budget           | Zuschauer (Deutschland) | Quellen       |
| Film                               | Nordamerika                     | Deutschland                     | Weltweit                        | Budget           | Zuschauer (Deutschland) | Quellen       |
| ---------------------------------- | ------------------------------- | ------------------------------- | ------------------------------- | ---------------- | ----------------------- | ------------- |
| Transformers                       | 319.246.193                     | 14.628.550                      | 709.709.780                     | 150 Millionen    | 1.511.919               | [ 26 ] [ 27 ] |
| Transformers – Die Rache           | 402.111.870                     | 20.111.156                      | 836.303.693                     | 200 Millionen    | 1.908.646               | [ 28 ] [ 29 ] |
| Transformers 3                     | 352.390.543                     | 38.750.141                      | 1.123.794.079                   | 195 Millionen    | 2.573.619               | [ 30 ] [ 31 ] |
| Transformers: Ära des Untergangs   | 245.439.076                     | 38.277.564                      | 1.104.054.072                   | 210 Millionen    | 2.507.793               | [ 32 ] [ 33 ] |
| Transformers: The Last Knight      | 130.168.683                     | 15.415.894                      | 605.425.157                     | 217 Millionen    | 1.190.362               | [ 34 ] [ 35 ] |
| Bumblebee                          | 127.195.589                     | 7.688.947                       | 467.989.645                     | 135 Millionen    | 687.086                 | [ 36 ] [ 37 ] |
| Transformers: Aufstieg der Bestien | 157.066.392                     | 5.405.922                       | 438.966.392                     | 200 Millionen    | 452.399                 | [ 38 ] [ 39 ] |
| Transformers One                   | 59.054.170                      | 1.083.521                       | 128.888.103                     | 75 Millionen     | 105.303                 | [ 40 ] [ 41 ] |
| Gesamt (Stand: 5. Dezember 2024):  | 1.792.672.516                   | 141.361.695                     | 5.415.130.921                   | 1,382 Milliarden | 10.937.127              | [ 42 ]        |

### Kritiken
Der erste Film konnte viele Kritiker und Fans der Transformers überzeugen. Anders war dies bei der Fortsetzung, sie erhielt übermäßig schwache Kritiken. Transformers 3 wurde dann wieder etwas besser bewertet und konnte mehr Kritiker überzeugen. Transformers 4 und 5 wurden von vielen Fans und Kritikern als schlechteste Filme ihres jeweiligen Jahres angesehen; doch 2018 folgte der Prequel-Film Bumblebee, er hat Kritiker sowie Fans am meisten überzeugt. Aufgrund dessen sagte Lorenzo di Bonaventura, dass bei weiteren Filmen Änderungen in Ton und Stil vorgenommen werden. Stand: 22. September 2024.
| Film                               | Rotten Tomatoes     | Metacritic       | IMDb                      |
| ---------------------------------- | ------------------- | ---------------- | ------------------------- |
| Transformers                       | 57 % (230 Kritiken) | 61 (35 Kritiken) | 7,0 (682.838 Bewertungen) |
| Transformers – Die Rache           | 20 % (251 Kritiken) | 35 (32 Kritiken) | 6,0 (433.066 Bewertungen) |
| Transformers 3                     | 35 % (267 Kritiken) | 42 (37 Kritiken) | 6,2 (436.356 Bewertungen) |
| Transformers: Ära des Untergangs   | 18 % (215 Kritiken) | 32 (38 Kritiken) | 5,6 (334.799 Bewertungen) |
| Transformers: The Last Knight      | 16 % (257 Kritiken) | 27 (47 Kritiken) | 5,2 (171.858 Bewertungen) |
| Bumblebee                          | 90 % (252 Kritiken) | 66 (39 Kritiken) | 6,7 (192.342 Bewertungen) |
| Transformers: Aufstieg der Bestien | 51 % (237 Kritiken) | 42 (51 Kritiken) | 6,0 (110.903 Bewertungen) |
| Transformers One                   | 88 % (125 Kritiken) | 62 (26 Kritiken) | 7,9 (4.494 Bewertungen)00 |

### Auszeichnungen (Auswahl)
Die Transformers-Filmreihe konnte sich bisher für 7 Academy Awards nominieren. Sie gewann 5 Goldene Himbeeren und wurde für 22 nominiert (den Erlöser-Preis nicht mitgezählt).

#### Oscars
- Nominierungen in den Kategorien bester Ton, bester Tonschnitt und visuelle Effekte für Transformers
- Nominierung in der Kategorie bester Ton für Transformers – Die Rache
- Nominierungen in den Kategorien bester Ton, bester Tonschnitt und visuelle Effekte für Transformers 3

#### Goldene Himbeere
| Kategorie                      | Film                     | Film                      | Film                                    | Film                          | Film                                         | Film        | Film                 |
| Kategorie                      | Transformers             | Die Rache                 | Transformers 3                          | Ära des Untergangs            | The Last Knight                              | Bumblebee   | Aufstieg der Bestien |
| ------------------------------ | ------------------------ | ------------------------- | --------------------------------------- | ----------------------------- | -------------------------------------------- | ----------- | -------------------- |
| Film                           |                          | Auszeichnung              | Nominierung                             | Nominierung                   | Nominierung                                  |             |                      |
| Regie                          |                          | Auszeichnung              | Nominierung                             | Auszeichnung                  | Nominierung                                  |             |                      |
| Schauspieler                   |                          |                           |                                         |                               | Nominierung (Mark Wahlberg)                  |             |                      |
| Schauspielerin                 |                          | Nominierung (Megan Fox)   |                                         |                               |                                              |             |                      |
| Nebendarsteller                | Nominierung (Jon Voight) |                           | Nominierung (Patrick Dempsey)           | Auszeichnung (Kelsey Grammer) | Nominierung (Josh Duhamel & Anthony Hopkins) |             |                      |
| Nebendarstellerin              |                          | Nominierung (Julie White) | Nominierung (Rosie Huntington-Whiteley) | Nominierung (Nicola Peltz)    | Nominierung (Laura Haddock)                  |             |                      |
| Schlechteste Filmpaarung       |                          | Nominierung               | Nominierung                             |                               |                                              |             |                      |
| Neuverfilmung oder Fortsetzung |                          | Nominierung               |                                         | Nominierung                   | Nominierung                                  |             |                      |
| Drehbuch                       |                          | Auszeichnung              | Nominierung                             | Nominierung                   | Nominierung                                  |             |                      |
| Himbeeren-Erlöser-Preis        |                          |                           |                                         |                               |                                              | Nominierung |                      |

## Andere Medien
Comics
- Transformers: Sector 7
- Transformers: Foundation
- Transformers: Rising Storm

Videospiele
- Transformers: The Game
- Transformers – Die Rache (Computerspiel)
- Transformers: Dark of the Moon (Computerspiel)
- Transformers: Rise of the Dark Spark (Crossover-Videospiel)